# Cephonodes leucogaster
Cephonodes leucogaster är en fjärilsart som beskrevs av Rothschild och Jordan 1903. Cephonodes leucogaster ingår i släktet Cephonodes och familjen svärmare. Inga underarter finns listade i Catalogue of Life.